# 9885 Linux
9885 Linux là một tiểu hành tinh được phát hiện ngày 12 tháng 10 năm 1994 bởi Spacewatch. The asteroid is đặt tên theo Linux operating system kernel.